# Griffin (Georgia)
Griffin è un comune degli Stati Uniti d'America, capoluogo della contea di Spalding nello stato della Georgia. Secondo il censimento del 2000, la popolazione della città ammontava a 23 451 persone.